# Cassymini
De Cassymini zijn een geslachtengroep van vlinders in de onderfamilie Ennominae.

## Geslachten
- Auzeodes
- Cassephyra
- Cassyma
- Danala
- Heterostegane
- Lomaspilis
- Nematocampa
- Orbamia
- Orthocabera
- Peratophyga
- Peratostega
- Protitame
- Serratophyga
- Stegania
- Sundagrapha
- Syngonorthus
- Taeniogramma
- Zamarada